# Cuevo (plaats)

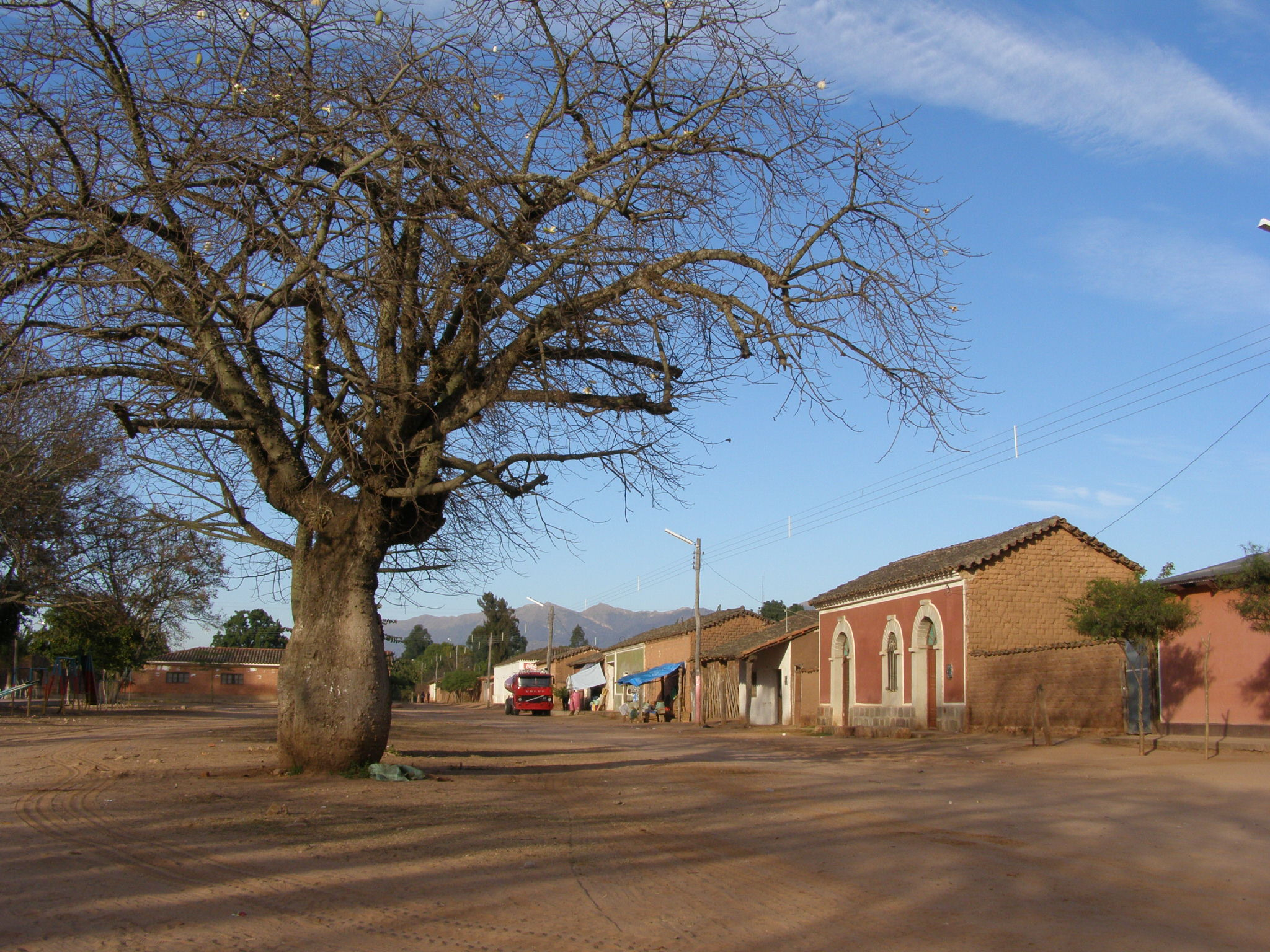
Cuevo

Cuevo is een plaats in het departement Santa Cruz in Bolivia. Het is de hoofdplaats van de gemeente Cuevo in de provincie Cordillera. 